# Andrew Jarecki
Andrew Jarecki (...) è un regista e produttore cinematografico statunitense noto per la serie vincitrice di un Emmy Award nel 2015, The Jinx - La vita e le morti di Robert Durst, e per il documentario Una storia americana - Capturing the Friedmans, vincitore di 18 premi internazionali come il Grand Jury Prize al Sundance Film Festival e quello del New York Film Critics Circle e nominato per gli Oscar.

## Biografia
Fratello del regista Eugene Jarecki e fratellastro di Nicholas Jarecki, Andrew Jarecki è cofondatore e amministratore delegato del servizio MovieFone. Il suo esordio come autore cinematografico avviene nel 2003 con il documentario Capturing the Friedmans, che gli valse la conquista di 18 riconoscimenti internazionali, tra i quali il Gran Premio della Giuria all'edizione 2003 del Sundance Film Festival, mancando invece la vittoria ai premi Oscar. Nel 2010, dopo una pausa di diversi anni, dirige Love & Secrets (All Good Things), interpretato da Ryan Gosling e Kirsten Dunst, un film semi-biografico ispirato alle vicende dell'imprenditore e criminale statunitense Robert Durst.

## Controversie
- Nel 2003 esce il documentario Capturing the Friedmans, sul caso giudiziario di Arnold e Jesse Friedman, padre e figlio condannati per molestie su minori nel 1988. Nel film Jarecki si interroga sulla loro colpevolezza. Jarecki si batte per modificare la sentenza di Jesse.[2] Il Seattle Times ha scritto: “Il nome 'documentario' può essere un termine improprio: secondo un esperto di pedofilia, Andrew Jarecki ha volutamente tralasciato prove significative contro i Friedman".[3]

- Il Consiglio di Direzione per gli Abusi sui Minori e la Violenza Interpersonale ha scritto: “la nostra ricerca sul caso mostra che il regista del film ha sacrificato la verità in favore della creazione di ambiguità artistica. Le evidenti prove sono tralasciate e i fatti sono stati cambiati. Inoltre, il film usa popolari ma irrilevanti miti riguardo alla pedofilia. Il risultato è la creazione di incertezza riguardo alla colpevolezza dei due pedofili confessati - che sono presentati come vittime - mentre le vere vittime, i ragazzi e le loro famiglie, sono presentati come inaffidabili.”[4]

- Molte vittime hanno parlato contro il film e le azioni di Jarecki nella produzione del film. La madre di una delle tredici vittime di molestie su minori ha parlato al New York Times, affermando che Jarecki “ha ignorato e nascosto le prove che rivelano che Jesse era colpevole, e non ha parlato direttamente con le vittime, perché certamente noi non abbiamo mai parlato con lui”. Quando il Times ha chiesto a Jarecki con quante vittime avesse parlato, il regista ha affermato di non ricordare il numero esatto.[5]

- Due vittime hanno scritto una lettera alla Academy of Motion Picture Arts and Sciences, dichiarando: “Noi non mentiamo. Noi non esageriamo. Non siamo mai stati ipnotizzati per raccontare le nostre storie”. Il Times ha scritto che le vittime hanno detto che Jarecki “ha cambiato i fatti”.[5]

- Un altro testimone “ha profondamente deplorato la partecipazione nel film” e “quando ha visto come Jarecki ha modificato la sua intervista, si è sentito male”.[6]

- Un'altra vittima ha dichiarato di essere “sconvolta nell'apprendere che la sua precedente conversazione con Andrew Jarecki era stata registrata in segreto e di sentirsi ingannata.”[7]

- La madre di una vittima ha detto al Times che il film non parla del co-imputato, Ross Goldstein, che si è dichiarato colpevole di quanto accusato e ha sostenuto le accuse da parte delle vittime. Jarecki ha anche omesso la confessione in carcere di Jesse, che era sul talk show di Geraldo Rivera nel 1989. La madre ha anche detto, “Che gloria c'è nel fare un film su un pedofilo che è un pedofilo? Ha tutte le prove, ma ha scelto di non usarle”.[5]

- Il New York Times ha riferito che Jem era stato “incoerente nel rispondere ad alcune domande sulla sua ricerca”. Gli è stato “chiesto più volte” se sapesse di un test al poligrafo che Jesse non aveva superato durante l'inchiesta. Jesse ha sostenuto che non ne era al corrente, ma in un'intervista su Internet ha parlato nel dettaglio del test con la macchina di verità, ritenuto inconcludente.[5]

- Dopo una revisione delle indagini, nel giugno 2013, con nuove prove e materiali, il procuratore distrettuale di contea di Nassua, Kathleen Rice, ha scritto in un rapporto di 155 pagine: “Il processo di revisione richiesto da Jesse Friedman, i suoi avvocati, e il Secondo Circuito, ha soltanto aumentato la fiducia nella dichiarazione di colpevolezza come molestatore sessuale per Jesse Friedman”.[8] Rice ha assemblato un gruppo di consulenti per stendere la revisione. Il gruppo comprendeva il fondatore di Innocence Project, un'associazione che tenta di rovesciare le condanne errate.[9]

- Il Gruppo di Revisione ha specificamente avuto un problema con le informazioni (disponibili e non disponibili) di Jarecki. Il gruppo ha scritto: “I registi, Jarecki e Smerling, non erano disposti a condividere le prove in loro possesso. Entrambi i testimoni hanno detto che il pubblico era in possesso di prove per dimostrare l'innocenza di Jesse Friedman, ma queste prove non sono state condivise con il Gruppo di Revisione fino al 2012. Quando l'informazione è stata condivisa, era priva di interesse”.[10]

## Filmografia

### Regista
- Una storia americana - Capturing the Friedmans (2003)
- Just a Clown (2004, corto)
- Love & Secrets (All Good Things) (2010)
- The Jinx - La vita e le morti di Robert Durst (The Jinx: The Life and Deaths of Robert Durst) - miniserie TV (2015)

### Produttore
- Una storia americana - Capturing the Friedmans (2003)
- Catfish (2010)
- Love & Secrets (All Good Things) (2010)
- The Jinx - La vita e le morti di Robert Durst (The Jinx: The Life and Deaths of Robert Durst) - miniserie TV (2015)